# Paul Collaer
Paul Collaer né le 8 juin 1891 à Boom et mort le 10 décembre 1989 à Bruxelles, est un professeur de chimie, musicologue, pianiste et chef d'orchestre belge.
Il a joué un rôle important dans la promotion de la musique du XXe siècle en Belgique à travers l'organisation de concerts et la programmation de compositeurs contemporains à la radio. Précurseur des interprétations à l'ancienne, il organise également des concerts avec des instruments historiques dès les années trente. Il consacre sa retraite à l'ethnomusicologie.

## Biographie
Né de parents enseignants et mélomanes, Paul Collaer passe son enfance à Malines où il suit ses premiers cours de musique (piano et harmonie) à l'école de musique qui ne portait pas encore le titre de conservatoire. Il étudie ensuite la chimie à l'Université libre de Bruxelles (1909-1914). Parallèlement, il suit avec attention la vie musicale bruxelloise : opéra à La Monnaie, concerts du Conservatoire, Concerts Ysaÿe, Concerts populaires. À partir de 1911, encouragé par Émile Bosquet (nl), un professeur du Conservatoire de Bruxelles particulièrement ouvert aux musiques inconnues du passé et du présent auprès de qui il prend des leçons de piano, Collaer donne avec des amis musiciens une douzaine de conférences-récitals jusqu'en 1914.
Mobilisé pendant la Première Guerre mondiale, Paul Collaer est affecté à la surveillance des canaux de l'Yser mais contracte une pneumonie et est évacué à Davos en 1917. Là, il rencontre Ferruccio Busoni et Karol Szymanowski, fait de la musique de chambre avec le Quatuor Rosé et accompagne au piano le violoniste Joseph Szigeti. Il y rencontre également Elsa Meyer qu'il épouse en 1919, le jour même où, toutes formalités accomplies, il est autorisé à rentrer en Belgique.
En 1919, Paul Collaer assiste à Bruxelles à une série de conférences illustrées de Jean Cocteau sur les nouveaux poètes et les nouveaux musiciens; il y rencontre Darius Milhaud avec qui il entretiendra une longue amitié. Il termine ses études de chimie avec un doctorat ès sciences (1919) et obtient d'abord un poste de surveillant à l'Athénée d'Ixelles, puis de professeur de chimie à l'athénée de Malines. En 1920, il reprend ses conférences-récitals interrompues en 1914 mais les programmes tranchent avec ceux donnés avant-guerre: il y présente Francis Poulenc, Darius Milhaud, Georges Auric, Maurice Delage, Igor Stravinsky.

### Les ConcertsPro Arte
En 1922, Paul Collaer fonde à Bruxelles les Concerts Pro Arte qui développent dans le milieu musical belge une activité novatrice intense. Il s'associe d'une part au Quatuor Pro Arte, célèbre pour ses interprétations du répertoire classique et qui partage son esprit de découverte et d'autre part, le chef de la Musique royale des Guides Arthur Prevost apporte l'appoint de ses musiciens d'harmonie militaire pour les petits orchestre de chambre. Paul Collaer intervient lui-même comme pianiste dans presque tous les concerts, en tant que soliste, accompagnateur de mélodies, partenaire du Quatuor ou de l'un ou l'autre de ses membres.
De novembre 1922 à avril 1934, cet ensemble présente 58 concerts, faisant connaître en Belgique les nouvelles tendances de la musique contemporaine que ni le disque (trop neuf) ni la radio (inexistante) ne pouvaient révéler: Erik Satie, le Groupe des six (musique), Albert Roussel, Henri Sauguet, Alban Berg, Paul Hindemith, Béla Bartók, Arnold Schoenberg, Charles Koechlin… auxquels il arrivait de se déplacer pour assister à l’exécution de leurs œuvres, tout particulièrement le très casanier Satie qui est accueilli dans la famille Collaer. Paul Collaer se rend aussi fréquemment à Paris pour assister à des concerts d'œuvres nouvelles et rencontrer les compositeurs, prenant le train de nuit pour donner ses cours de chimie le lendemain matin.
Les Concerts Pro Arte sont d'abord donnés dans la salle du Conservatoire royal de Bruxelles puis dans la salle de musique de chambre du Palais des beaux-arts de Bruxelles dès son ouverture au public en 1928. Les difficultés matérielles entraînent à partir de la saison 1930-1931 la progressive fusion des Concerts Pro Arte avec la Société Philharmonique de Bruxelles naissante ainsi que le déclin de la programmation d'œuvres contemporaines au profit des classiques, jusqu'à la disparition à partir de la saison 1934-35.
Pressentant la rupture avec le Quatuor Pro Arte, Paul Collaer fonde en 1933 les Concerts anciens et modernes où il propose en première partie de concert de redécouvrir de la musique ancienne — celle de Henry Purcell, Claudio Monteverdi, Emilio de' Cavalieri ... — et de la musique contemporaine en deuxième partie. Cette association fait bientôt place à une Société de Musique Ancienne qui se dote pour les exécutions d'un ensemble d'instruments anciens (parfois empruntés au Musée du Conservatoire de Bruxelles) ou de copies d'instruments anciens, préfigurant le mouvement des baroqueux.

### La radio

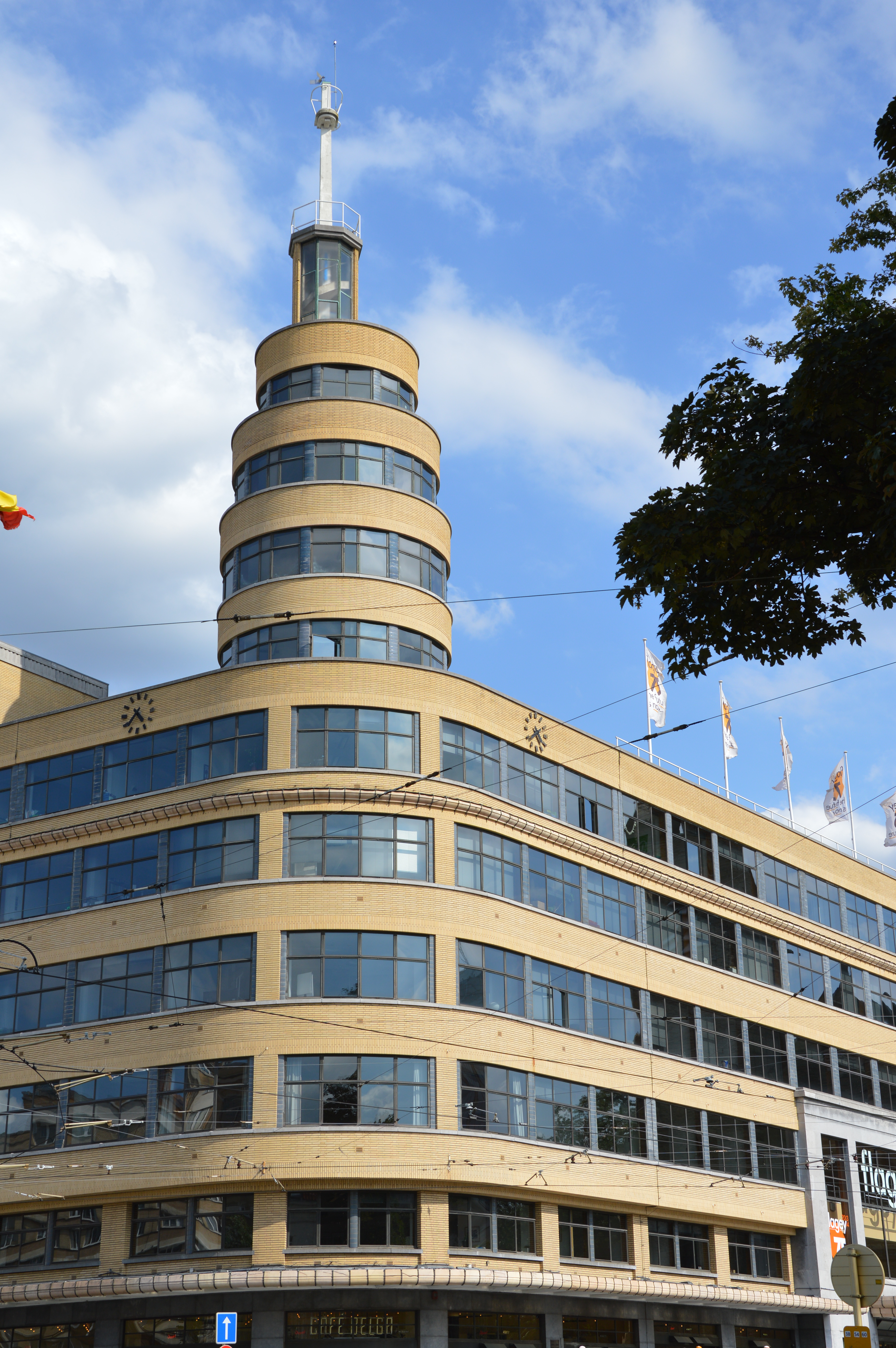
La Maison de la Radio, siège de l’Institut National de Radiodiffusion créé en 1930. Le bâtiment de style moderniste conçu par Joseph Diongre, situé place Flagey à Ixelles, entre en fonction en 1938. Aujourd'hui, c'est une institution culturelle bruxelloise: Le Flagey.

Le 1er janvier 1936, Paul Collaer est nommé directeur adjoint, avec René Tellier, de l'Institut National de Radiodiffusion (I.N.R.) qui émettait alors la même programmation sur deux fréquences (l'une en français, l'autre en néerlandais), essentiellement consacrée à la musique classique. En 1937, à la suite d'une restructuration profonde, chaque émetteur obtient sa programmation propre et Paul Collaer est nommé directeur de la musique des émissions flamandes de l'I.N.R.. Infatigable animateur, il y défend à nouveau la musique de son temps avec des moyens étendus: cinq orchestres et deux chœurs jouant en direct. L'exploration d'œuvres nouvelles et leur réalisation par Paul Collaer et le chef d'orchestre Franz André sont alors cités en exemple dans toute l'Europe.
À la suite de l'invasion de la Belgique par les troupes allemandes, l'I.N.R. se saborde. À partir du 31 juillet 1940, il est remplacé par une radio collaborationniste. Paul Collaer est démis et il subit les attaques des nationalistes flamands pour n'avoir pas défendu la musique flamande et préféré la musique dégénérée. Il ne renonce cependant pas à organiser des concerts et produit notamment L'Orfeo en 1942, reconstituant lui-même les parties lacunaires de la partition. Il fonde également une Société privée de musique de chambre dont les concerts ne sont accessibles qu'aux membres (en pratique, les abonnés) afin d'échapper au contrôle de la censure allemande et qui donne une dizaine de concerts et deux soirées d'opéra de chambre jusqu'en 1944. Collaer y programme des compositeurs du passé (Heinrich Schütz, Claudio Monteverdi, John Dowland, François Couperin) et y mêle des compositeurs du XXe siècle qui n'auraient pas passé le cap de la censure allemande: Erik Satie, Béla Bartók, Charles Koechlin, Luigi Dallapiccola. Au cours de la saison 1943-44, à la suite de dénonciations anonymes et de violentes critiques de presse pour sa diffusion de « musique dégénérée », l'occupant lui interdit d'apparaître comme chef.
Paul Collaer reprend ses fonctions à la radio le jour même de la libération de Bruxelles, le 4 septembre 1944. Il poursuit sa politique musicale moderniste d'avant-guerre en donnant la priorité aux nouvelles compositions mais infléchit sa programmation internationale en faisant place aux compositeurs belges (Marcel Poot, Arthur Meulemans, Raymond Chevreuille etc.). En 1946, le Grand Orchestre Symphonique de l'I.N.R. présente à Paris la création européenne du Concerto pour orchestre de Béla Bartók. D'autres créations remarquables sont celles du poème symphonique Le Docteur Fabricius de Charles Koechlin et de l'opéra Les Euménides de son ami Darius Milhaud en 1949. Collaer ne néglige pas pour autant la musique “ancienne” et, même si on ne peut parler de principes d'exécution “authentique”, projette d'interpréter Bach, Mozart et Beethoven avec un orchestre de chambre. Il en va de même pour les musiques populaires et extra-européennes auxquelles il s'efforce d'offrir une place de choix. Le festival Stravinsky qu'il organise en 1952, à l'occasion des 70 ans du compositeur, et l'une de ses dernières grandes réalisations. Lassé par les nouvelles tournures de la musique contemporaine, il demande finalement à être relevé de ses fonctions en 1953.

### L'ethnomusicologie
Après la Seconde Guerre mondiale, Paul Collaer s'intéresse principalement à l'ethnomusicologie, qui l'occupera exclusivement dans la dernière partie de sa vie. Alors qu'il avait déjà eu l'occasion de découvrir les musiques extra-européennes auprès des soldats marocains, sénégalais et maoris pendant sa mobilisation en 1914, il met à profit, après la capitulation et à l'exemple d'autres musicologues, la présence de prisonniers de guerre musiciens pour enregistrer leurs chants. Il débute ainsi, en quelque sorte, un travail de terrain qu’il développera activement après sa mise à la retraite, notamment en Sicile, au Portugal, en Grèce et dans le Sud de la France. Il organise les Colloques de Wégimont (1954-1960), forum international marquant l'histoire de la discipline et auquel participent des ethnomusicologues tels que Marius Schneider, Gilbert Rouget, Constantin Brăiloiu, Claudie Marcel-Dubois.
Paul Collaer est aussi professeur d'histoire de la musique à la Chapelle musicale Reine Élisabeth (1956-1960), vice-président de l'Orchestre national de Belgique (1959-1965), président du conseil scientifique de l'Institut international de musique comparée (Berlin) et participe à la fondation de la série de l’Unesco An Anthology of African Music que Bärenreiter publie à partir de 1965. Il dirige la publication de quatre fascicules de la série Musikgeschichte in Bildern et, en 1982, il a la possibilité de fonder au sein du Musée royal de l’Afrique centrale son propre centre, le Centre ethnomusicologique Paul Collaer qui édite notamment divers disques microsillons.

## Œuvres
- Igor Stravinsky (Bruxelles, 1930)
- Signification de la musique (Bruxelles, 1944)
- Darius Milhaud (Anvers/Paris, 1947)
- La Musique moderne (Paris/Bruxelles, 1955 & 1963)
- A History of Modern Music (Cleveland/New-York, 1961)
- Orientaciones actuales de la musica (Buenos Aires, 1961)
- Il Gruppo dei « Sei », in L'Approdo Musical 19-20, Éd. RAI (Rome, 1965)
- Ozeanien, in Musikgeschichte in Bildern Band I/1 (Leipzig, 1965)
- Amerika, in Musikgeschichte in Bildern Band I/2 (Leipzig, 1965)
- La musique populaire traditionnelle en Belgique (Bruxelles, 1974)
- Südostasien, in Musikgeschichte in Bildern Band I/3 (Leipzig, 1979)
- Darius Milhaud (Genève, 1982)
- Nordafrika (avec Jürgen Elsner), in Musikgeschichte in Bildern Band I/8 (Leipzig, 1979)
- Musique traditionnelle sicilienne (1981)

## Écrits
Avec une vingtaine de livres et brochures et plus de 300 articles, Paul Collaer s'avère être un prolifique chroniqueur de son temps et chercheur dans ses domaines de prédilection, à savoir : la critique musicale, la musicologie et l'ethnomusicologie. Toutefois, si son activité de critique est hautement estimée, il n'en va pas de même pour ses écrits scientifiques qui restent souvent dans la superficialité et manquent parfois d'esprit critique. Néanmoins, malgré ces lacunes, sa plume habile et son don pour la communication jouèrent un rôle important dans la vulgarisation de ces disciplines musicales.

## Sources

### Fonds Elsa et Paul Collaer
Le fonds Elsa et Paul Collaer conservé à la section de la Musique de la Bibliothèque royale de Belgique est le fruit de trois décennies de dons et d'acquisitions débutées en 1972 avec la collaboration de Paul Collaer lui-même. Avec près de 300 livres, 400 tirés à part et numéros de revues, 1.140 partitions imprimées et manuscrites, 5.000 lettres, 650 programmes de concert et 900 disques 33 tours et 78 tours ainsi que des manuscrits, documents iconographiques, coupures de presse, tableaux et bandes magnétiques du musicien, le fonds Collaer se révèle être une source inépuisable d'informations sur le musicien et la vie musicale belge du XXe siècle.
(Plus d'informations sur le Fonds Elsa et Paul Collaer sur le site de la Bibliothèque royale de Belgique)

### Archives Paul Collaer
- Inventaire des Archives Paul Collaer conservées au Musée royal de l’Afrique centrale

### Ouvrages généraux
- Au bonheur des musiciens. 150 ans de vie musicale à Bruxelles, collectif, éditions Lannoo, 1997, 288 p.
- Godelieve Spiessens et Sylvie Janssens, Collaer, Paul, Oxford University Press, coll. « Oxford Music Online », 2001 (lire en ligne)

### Correspondances
- Paul Collaer, Correspondance avec des amis musiciens, présentée et commentée par Robert Wangermée (éd. Mardaga, Bruxelles, 1996, 480 pages)

### Dictionnaires et encyclopédies
- Dictionnaire de la musique, Marc Honegger, Bordas, 1993
- Theodore Baker et Alain Pâris (trad. Marie-Stella Pâris), Dictionnaire biographique des musiciens, R. Laffont, 1995 (ISBN 2-221-90103-7, 978-2-221-90103-8 et 2-221-06510-7, OCLC 896013421, lire en ligne)

### Autres
- Yves Lenoir (éd.), Le fonds Paul et Elsa Collaer. Un choix de cent documents, catalogue de l'exposition organisée à la Bibliothèque royale de Belgique du 4 février au 11 mars 2000, Bruxelles, Bibliothèque royale de Belgique, 2000, 207 p.
- Modern Style — Les souvenirs de Paul Collaer, série de six émissions réalisées par Joseph Benedek, RTBF, 1972